# Jimmie Allen
Jimmie Allen (Milton, 18 giugno 1986) è un cantautore statunitense.
Legato all'etichetta Stoney Creek dal 2017, Allen è il primo cantante nero ad aver raggiunto la numero 1 della classifica Billboard Country Airplay con il suo singolo di debutto. Il suo primo album Mercury Lane è stato pubblicato nel 2018. È il primo uomo nero ad essersi esibito agli Academy of Country Music Awards.

## Biografia
Sebbene sia nato a Milton, in Delaware, nel 2007 Jimmie Allen si stabilisce stabilmente presso Nashville, in Tennessee, la patria della musica country. Dopo aver vissuto in povertà per alcuni anni, Allen partecipa alle selezioni di show come American Idol e America's Got Talent, senza successo.  Ciononostante, nel 2016 Allen firma un contratto con l'agenzia Wide Open Music in qualità di autore. Nel 2017, Allen firma il contratto con la Stoney Creek e pubblica il suo primo EP. Il prodotto attira l'attenzione della critica: Rolling Stone sottolinea come Allen mescoli il country con influenze R&B, mentre All Music paragona il suo stile musicale con quello di colleghi già affermati come Sam Hunt e Thomas Rhett.
Nei primi mesi del 2018, Allen pubblica il suo primo vero singolo, One Shot: il brano riesce ad entrare nella Billboard Hot 100 ed in tutte le classifiche country, raggiungendo la numero 1 della Billboard Country Airplay. Questo fa di lui il primo cantante nero a raggiungere la numero 1 di tale classifica con il suo singolo di debutto. Il brano sarà poi certificato platino in USA. Nei mesi successivi, Allen pubblica il suo album di debutto Mercury Lane, il cui titolo riprende il nome della strada in cui ha vissuto da bambino. Il secondo singolo estratto dall'album, Make Me Want It, viene lanciato nel 2019 ed ottiene un disco d'oro in USA. Anche questo brano centra l'obiettivo della Billboard Hot 100, oltre ad entrare in tutte le classifiche country statunitensi e raggiungere la numero 1 in quella radiofonica.
Nel 2020, Allen collabora con Noah Cyrys nel singolo This Is Us e con Nelly nel brano Good Times Roll; il primo brano viene certificato oro in USA. Entrambi i brani vengono inclusi nell'EP Bettie James, che viene pubblicato a luglio 2020. Nel 2021 collabora con Brad Paisley nel singolo Freedom Was a Highway, che raggiunge la vetta della classifica di Billboard relativa ai passaggi nelle radio country.Allen si esibisce con Paisley agli Academy of Country Music Awards, diventando il primo uomo nero ad esibirsi nel corso della cerimonia. In seguito a questi successi, l'artista pubblica l'album  Bettie James Gold Edition, riedizione dell'EP omonimo in cui vengono aggiunti dei brani inediti.
Nel 2022 pubblica il singolo Down Home e si esibisce per la seconda volta agli Academy of Country Music Awards.
Nel 2023 partecipa con altri artisti country all'album Stoned Cold Country interpretando Miss You.

## Vita Privata
Jimmie Allen ha un figlio avuto da una relazione precedente ed è attualmente fidanzato con Alexis Gale.

## Discografia

### Album
- 2018 – Mercury Lane
- 2021 – Bettie James Gold Edition

### EP
- 2020 – Bettie James

### Singoli
- 2018 – Best Shot
- 2019 – Make Me Want To
- 2020 – This Is Us (con Noah Cyrus)
- 2021 – Freedom Was a Highway (con Brad Paisley)
- 2022 – Down Home
- Lose You (feat. Cheat Codes)

### Collaborazioni
- No Bad Days (Flo Rida feat. Jimmie Allen)